# Liste der Monuments historiques in Fayl-Billot
Die Liste der Monuments historiques in Fayl-Billot führt die Monuments historiques in der französischen Gemeinde Fayl-Billot auf.

## Liste der Immobilien
| Bezeichnung        | Beschreibung                                                                 | Standort                        | Kennzeichnung | Schutzstatus | Datum | Bild           |
| ------------------ | ---------------------------------------------------------------------------- | ------------------------------- | ------------- | ------------ | ----- | -------------- |
| Kapelle Notre-Dame | Chorraum der im 19. Jahrhundert abgebrochenen Kirche aus dem 16. Jahrhundert | Rue de la Vieille Église (Lage) | PA00079058    | Classé       | 1942  | weitere Bilder |

## Liste der Objekte
| Bezeichnung                                      | Beschreibung                                                                | Standort                                                    | Kennzeichnung | Schutzstatus | Datum | Bild |
| ------------------------------------------------ | --------------------------------------------------------------------------- | ----------------------------------------------------------- | ------------- | ------------ | ----- | ---- |
| Gemälde Johannes Evangelist                      | Ölfarbe auf Leinwand, vergoldeter Holzrahmen, 1849 von Jules-Claude Ziegler | Charmoy, in der Kirche St-Rémi (Lage)                       | PM52001469    | Classé       | 2007  |      |
| Skulptur Heiliger Hilarion                       | Holz, farbig gefasst und vergoldet, 1757                                    | Fayl-Billot, in der Kirche Notre-Dame-de-la-Nativité (Lage) | PM52000459    | Classé       | 1963  |      |
| Mörser (1)                                       | Kupfer, 18. Jahrhundert                                                     | Fayl-Billot, im ehemaligen Hospiz (Lage)                    | PM52000460    | Classé       | 1979  |      |
| Prozessionskreuz                                 | Metall, vergoldet, 1763                                                     | Charmoy, in der Kirche St-Rémi (Lage)                       | PM52000464    | Classé       | 1979  |      |
| Skulptur Heiliger Claudius                       | Holz, farbig gefasst und vergoldet, 1757                                    | Fayl-Billot, in der Kirche Notre-Dame-de-la-Nativité (Lage) | PM52000456    | Classé       | 1963  |      |
| Skulptur Johannes der Täufer                     | Holz, farbig gefasst und vergoldet, 1757                                    | Fayl-Billot, in der Kirche Notre-Dame-de-la-Nativité (Lage) | PM52000458    | Classé       | 1963  |      |
| Mörser (2)                                       | Bronze, 16. Jahrhundert                                                     | Fayl-Billot, im ehemaligen Hospiz (Lage)                    | PM52000461    | Classé       | 1979  |      |
| Grabstein                                        | Kalkstein, bezeichnet 1631                                                  | Charmoy, in der Kirche St-Rémi (Lage)                       | PM52001703    | Inscrit      | 1992  |      |
| Skulptur eines heiligen Bischofs mit Buch        | Holz, farbig gefasst, 17. oder 18. Jahrhundert                              | Fayl-Billot, in der Kirche Notre-Dame-de-la-Nativité (Lage) | PM52000450    | Classé       | 1966  |      |
| Kruzifix                                         | Holz, farbig gefasst, 18. Jahrhundert                                       | Fayl-Billot, in der Kirche Notre-Dame-de-la-Nativité (Lage) | PM52000451    | Classé       | 1966  |      |
| Prozessionsstab mit einem cephalophoren Heiligen | Holz, farbig gefasst und vergoldet, 18. Jahrhundert                         | Fayl-Billot, in der Kirche Notre-Dame-de-la-Nativité (Lage) | PM52000452    | Classé       | 1966  |      |
| Skulpturengruppe Unterweisung Mariens            | Stein, farbig gefasst, zweite Hälfte des 17. Jahrhunderts                   | Fayl-Billot, in der Kirche Notre-Dame-de-la-Nativité (Lage) | PM52000454    | Classé       | 1963  |      |
| Zwei Engelsskulpturen                            | Holz, farbig gefasst und vergoldet, 18. Jahrhundert                         | Fayl-Billot, im ehemaligen Hospiz (Lage)                    | PM52000463    | Classé       | 1979  |      |
| Pietà                                            | Holz, 16. Jahrhundert                                                       | Fayl-Billot, in der Kirche Notre-Dame-de-la-Nativité (Lage) | PM52000448    | Classé       | 1957  |      |
| Skulptur Madonna mit Kind (1)                    | Holz, farbig gefasst und vergoldet, 18. Jahrhundert; 1974 gestohlen         | Fayl-Billot, in der Kirche Notre-Dame-de-la-Nativité (Lage) | PM52000449    | Classé       | 1966  |      |
| Skulptur Heiliger Blasius                        | Holz, farbig gefasst und vergoldet, 1757                                    | Fayl-Billot, in der Kirche Notre-Dame-de-la-Nativité (Lage) | PM52000453    | Classé       | 1963  |      |
| Skulptur Heiliger Hubertus                       | Holz, farbig gefasst, 17. Jahrhundert                                       | Fayl-Billot, in der Kirche Notre-Dame-de-la-Nativité (Lage) | PM52000455    | Classé       | 1963  |      |
| Skulptur Heiliger Nikolaus                       | Holz, farbig gefasst und vergoldet, 1757                                    | Fayl-Billot, in der Kirche Notre-Dame-de-la-Nativité (Lage) | PM52000457    | Classé       | 1963  |      |
| Skulptur Madonna mit Kind (2)                    | Holz, farbig gefasst und vergoldet, 18. Jahrhundert                         | Fayl-Billot, im ehemaligen Hospiz (Lage)                    | PM52000462    | Classé       | 1979  |      |